# Parafia Nawiedzenia Najświętszej Maryi Panny w Górkach
Parafia pw. Nawiedzenia Najświętszej Maryi Panny w Górkach – parafia rzymskokatolicka znajdująca się w dekanacie kampinoskim, archidiecezji warszawskiej, metropolii warszawskiej Kościoła katolickiego.